# 北代高士
北代 高士（きただい たかし、1986年9月15日 - ）は、日本の俳優。大阪府出身。身長181cm、血液型O型。大阪府立三島高等学校、日本大学芸術学部演劇学科卒業。愛称は「番長」。

## 来歴
2008年デビュー。
2018年1月末日の契約満了に伴い、株式会社ニューウォーカーズを退所。半年ほどフリーとして活動し、2018年8月より株式会社ピンナップスアーティストに所属している。
2022年9月21日、秋元康プロデュース シングルCD 山崎一門「男の貧乏くじ」をリリースし、歌手デビュー。2023年5月24日、山崎一門 2ndシングルCD「KOBUSHI」をリリース。

## 人物
- 男らしい役柄やワイルドな役柄を演じることが多いが、オカマやアイドル、オタク、時には妖精など、演じる役柄はとても幅が広い。役作りとして、しばしば体型から作りこんでいる。
- 映画、ドラマ、Vシネマ、舞台もストレートのものから2.5次元と、シリアスからコメディ作品まで仕事の幅もとても広い。
- 家族構成は父・母と3人。家族とはとても仲がよく、理想の夫婦像に両親を挙げている。
- 小中高と野球クラブ・野球部に所属。小学生のときには自らクラブを立ち上げている。小学生、高校時代は主将。一年時から四番を任されていた。中学時代には全国大会にも出場している。
- 日本大学芸術学部では、演劇学科の学生代表を務めていた。同級生らとパフォーマンスサークルを結成し、イベント出演や路上パフォーマンスなども行っていた。
- 趣味は「冒険」。特技は乗馬(乗馬ライセンス3級)。
- 琵琶湖を泳いで横断したことがある。
- はじめて富士山に登った際、山梨県側の吉田ルートから登ったにもかかわらず静岡県側の富士宮ルートから降りてしまい、帰路に困った事をブログで報告している[4]。
- 好きな食べ物は肉と甘いもの。
- 人あたりが良いため、年上・年下関係なく好かれている。
- 主演を勤めた映画『性の劇薬』が、サンディエゴLGBTQ映画祭（2021年度）最優秀国際長編作品賞を受賞。 ６カ月に及ぶ劇場ロングラン上映や、Netflixにて映画部門デイリーランキング１位を獲得など大ヒットとなった[5][6]。
- 何度も共演している小沢仁志が、次の主役級になる俳優として北代の名前を挙げている[7]。

## エピソード
正義感が強く、痴漢を取り押さえ警察へ引き渡し、ニュースになったことがある。2009年12月22日23時ごろ、西武新宿線鷺ノ宮駅で「誰か捕まえて！痴漢です！」という女性の声を聞き、人を振り払いながら逃げる痴漢を発見、正面から組み付いて壁に抑え込むと痴漢は抵抗をあきらめ、駆けつけた駅員とともに警視庁野方警察署へと引き渡した。

## ニックネームの由来
高校の入学式の日に、トイレ前でクラスの男子に待ち伏せされ、「番長!お疲れ様です!」とサプライズされたことによる。そのため、高校時代から「番長」と呼ばれるようになった。現在も共演者やファンが親しみを込めて「番長」と呼んでいる。

## 出演

### 映画
- 大阪ハムレット（2009年1月） - リョウ
- クジラ 極道の食卓（2009年） - 哲夫
- 20世紀少年〜最終章〜（2009年） - 地球防衛軍隊長
- ローカルボーイズ!（2010年） - 主演・舟木慎吾
- ソフトボーイ（2010年6月） - 本間
- ハンドメイドエンジェル（2010年7月） - 石塚隆
- ガチバンMAX（2010年） - 山崎(四天王)
- 犬の首輪とコロッケと（2011年） - タカシ
- センチメンタルヤスコ（2012年4月21日） - 三島刑事
- 図書館戦争（2013年4月27日）
- 永遠の0（2013年12月21日） - 笠井少尉
- 空の境界（2013年） - 田所
- RETURN（2013年） - タカ
- ベイブルース〜25歳と364日〜（2013年） - 茶髪学生
- ゲバルト（2013年） - 吉永
- カバディーン!!!!!!!〜嗚呼・花吹雪高校編〜（2014年） - グッチママ
- 和田一号（2014年）
- オー!ファーザー（2014年）
- 劇場版 仮面ライダー鎧武 サッカー大決戦!黄金の果実争奪杯!（2014年7月19日） ※ゲスト出演
- るろうに剣心 京都大火編（2014年） - 斎藤一の部下B
- るろうに剣心 伝説の最期編（2014年） - 斎藤一の部下B
- 東京PRウーマン（2015年） - 浅井
- 日本ローカルヒーロー大決戦（2015年） - シップウマル/ロック
- さらば あぶない刑事（2016年） - 木崎
- 天使に“アイム・ファイン”（2016年） - 山田義人
- 闇金ドックス2&3（2016年） - 海原雄八
- 覇王〜凶血の系譜〜（2016年） - 難波会松浪組若頭 山本滋
- 無限の住人（2017年） - 偽一[9]
- チア男子!!（2019年） - 足立小太郎
- 性の劇薬（2020年） - 主演・余田龍二[10]
- ある用務員（2021年） - 稲岡(殺し屋)[11]
- ホムンクルス（2021年） - 落合凌
- 妖怪大戦争 ガーディアンズ（2021年） - 北王鬼
- コネクション（2022年） - 長谷部
- キングダム2 遥かなる大地へ（2022年）- 縛虎申副官
- 虎の流儀〜激突！燃える嵐の関門編〜（2022年） - 久坂優紀
- 劇場版 山崎一門〜日本統一〜（2022年9月23日公開[12]） - 主演・三代目侠和会直参 四代目山崎組組長 坂口丈治[13]
- 政見放送（2023年9月9日） - 新田優
- ゴーストキラー（2025年4月11日）[14]
- 田村悠人 ISOLATED（2025年6月6日） - 三代目侠和会直参 四代目山崎組組長 坂口丈治[15]

### テレビドラマ
- 交渉人〜THE NEGOTIATOR〜第2シリーズ 第1話（2009年10月22日、テレビ朝日）
- 嬢王 Virgin 第4話（2009年10月23日、テレビ東京） - 陸
- 日本歴史大賞（2009年、フジテレビ） - 勝海舟の息子
- タンブリング 第1話（2010年4月17日、TBS） - 不良
- 龍馬伝 第18話（2010年5月2日、NHK） - 井戸礼次郎
- パーフェクト・リポート 第8話（2010年12月5日、フジテレビ） - 橘弘志
- 江〜姫たちの戦国〜 第16話（2011年、NHK） - 足利義昭御付の侍
- サラリーマンNEO 〜Season6〜（2011年6月7日、NHK） - 西くん
- 僕とスターの99日（2011年、フジテレビ） - 水野
- ウルトラゾーン 「不良怪獣ゼットン」（2011年、tvk） - 不良1
- コドモ警察 第7話（2012年5月31日、毎日放送）
- 戦国★男士（2011年10月 - 2012年3月、tvk） - 本多忠勝
- 孤独のグルメ Season2 第12話（2012年12月26日、テレビ東京）- カウンター客(1) 役
- 天国の恋（2013年、フジテレビ） - 青年ヒロシ
- 番組バカリズム 「ポリンコピン」（2013年7月14日）
- ハードナッツ! 〜数学girlの恋する事件簿〜 第1・2話（2013年10月20日・27日、NHK BSプレミアム） - 岩崎麗志
- 仮面ライダー鎧武/ガイム 第6話・16話（2013年11月17日・2014年2月2日、テレビ朝日） - 曽野村
- ビターブラッド（2014年、フジテレビ） - 犯人
- ヒガンバナ〜警視庁捜査七課〜（2014年、日本テレビ） - 詐欺師の若者
- ルーズヴェルト・ゲーム（2014年、TBS） - 倉橋一平 ※レギュラー
- 黒服物語 第6話（2014年11月28日、テレビ朝日） - 牧村尊
- 僕らプレイボーイズ 熟年探偵社 第5話（2015年、テレビ東京） - ヤミ金の男
- 電撃!!ライデンマル（2015年、チバテレ） - シップウマル/ロック ※レギュラー
- 月曜名作劇場「湯けむりバスツアー 桜庭さやかの事件簿7」（2016年5月23日、TBS） - 川又昇
- 電撃!!ライデンマル2（2016年、TOKYO MX） - シップウマル/ロック ※レギュラー
- 男と女のミステリー時代劇 第6話「鋳掛け屋」（2016年8月2日、BSジャパン） - 栄次
- やすらぎの郷 第96話 - 100話（2017年、テレビ朝日）  - マムシ
- 騎士竜戦隊リュウソウジャー 第12話（2019年、テレビ朝日） - 教官
- さすらい署長 風間昭平14 スペシャル 金沢～輪島・金箔殺人事件（2019年、テレビ東京） - 大曽根修二
- アバランチ 第2話（2021年10月25日、カンテレ・フジテレビ系） - 鮫島興業組員
- 八月は夜のバッティングセンターで。 第1話 (2022年2月11日、テレビ東京)
- 真夜中にハロー! 第5話 (2022年2月11日、テレビ東京)
- 特捜9 season5 第1話・第3話・最終話（2022年4月6日・4月20日・6月22日、テレビ朝日） - 川端賢治
- カナカナ 第24話・第25話（2022年6月23日・27日、NHK）- 刑事
- 今野敏サスペンス 機捜235×強行犯係 樋口顕 第5話（2023年2月24日、テレビ東京）- 川崎敬一
- 日本統一(連続地上波ドラマ) - 三代目侠和会直参 四代目山崎組組長 坂口丈治
  - 日本統一 関東編（2023年4月14日-6月16日 、日本テレビ）[16]
  - 日本統一 東京編（2025年7月3日 - 、テレビ東京）[17]
- 駐在刑事 SP2023（2023年9月25日、テレビ東京）- 白坂悠介
- 嗤う淑女 第3話（2024年8月10日、東海テレビ・フジテレビ系） ‐ 水元
- D&D〜医者と刑事の捜査線〜 第2話 -（2024年10月25日 - 11月29日、テレビ東京） - バーのマスター・トシオ[18]
- 無能の鷹 第4話（2024年11月1日、テレビ朝日） - ネコカブリ社社員・左門力丸
- 連続ドラマW「誰かがこの町で」（2024年12月8日 - 29日、WOWOW） - 中村[19]
- 相棒 Season23 第11話（2025年1月15日、テレビ朝日）- シェフの亀山薫[20]
- 問題物件 第7話（2025年2月26日、フジテレビ）- 太平洋組若頭代理[21]
- 放送局占拠（2025年7月12日 - 、日本テレビ） - 三河龍太郎 役[22][23]

### 舞台
- 極道シェイクスピア ロミオvsジュリエット最後の戦い（2007年2月、六行会ホール） - 斉木譲
- 飛行機雲 〜DJから特攻隊へ愛を込めて〜（2007年7月、全労済ホールスペース・ゼロ） - 稗田一郎
- ぞめきの消えた夏〜グアム戦乱舞闘（2008年2月） - 主演・田中浩輔
- ミュージカル「テニスの王子様」（2008年12月 - 2009年1月） - 橘桔平
- ミュージカル「テニスの王子様」Dream Live 6th（2009年5月） - 橘桔平
- 「流れる雲よ 〜DJから特攻隊へ愛を込めて〜」1st STAGE（2009年9月、全労済ホールスペース・ゼロ） - 主演・中原正人
- 青面獣楊志（2010年6月） - 劉唐
- 美童浪漫大活劇「八犬伝」（2010年7月） - 赤岩一角
- スペースウォーズ（2010年、フジテレビ主催） - ゲスト出演
- コカンセツ!（2010年8月、天王洲 銀河劇場） - 浜野
- 人生はショータイム!（2010年9月30日 - 10月7日、全労済ホールスペース・ゼロ） - 桃井達也
- 「LOVE×LETTERS」朗読劇（2010年）
- 銀河英雄伝説 第一章 銀河帝国編（2011年1月、青山劇場） - シュトライト
- ルドビコ★plus+ vol.2 異空間ステージ「花咲ける青少年」〜The Budding Beauty in The Oriental Blue Wind〜（2011年2月、草月ホール） - エディ
- Blood Heaven〜第七天国〜（2011年） - ジャン先生
- ポチッとな。－Switching On Summer-（2011年） - 関圭太
- 贋作水滸伝（2011年、俳優座劇場） - 陳達・跳間虎
- すずの兵隊さんと愉快な仲間たちの恋物語（2011年） - 映像出演
- HYBRID PROJECT vol.4.5『FILM STAR』（2011年9月、中目黒キンケロ・シアター） - 星唯一
- ルドビコ★plus+ vol.3-4 異空間ステージ「花咲ける青少年」ファイナル The Blooming Princess（2012年1月、サンシャイン劇場） - エディ
- シュワッチ!!（2012年） - 今川義元
- D'TOT 4Th Act『FRAG〜新選組Bloodsucker Behind』（2012年5月） - 原田佐之助
- 逆境ナイン（2012年） - ゲスト出演
- コミックスGOGO（2012年、俳優座劇場） - ゲスト出演
- 超青春合唱コメディ『SING!』（2012年6月、シアターグリーンビッグツリーシアター） - 須藤護
- 男子ing!!（2012年11月） - 佐藤先生
- D'TOT 5Th Act『FROG〜新選組寄留記』（2013年2月） - 原田佐之助
- 婚活の達人（2013年） - 妖精パック
- 応!（2013年） - 白戸大全
- 博士と太郎の異常な愛情（2013年、俳優座劇場） - 田所ジョージ
- ラズベリーボーイ!!（2013年） - ゲスト出演
- ウォルター・ミティーにさよなら（2013年） - 室田
- LOVEどきゅ〜ん15（2013年）
- 泣いてたまるか!!いのちのしるし（2014年） - 宮田
- 刻め、我ガ肌ニ君ノ息吹ヲ（2014年、俳優座劇場） - 虻
- マルガリータ〜戦国の天使たち〜（2014年9月27日 - 10月5日、EX THEATER ROPPONGI） - 山田ヨセフ
- 男たちの馬鹿（2014年11月） - 新藤英輔
- 幻の城〜戦国の美しき狂気〜（2015年10月6日 - 18日、EX THEATER ROPPONGI） - 望月銃之助
- タクフェス第4弾公演「歌姫」（2016年9月15日 - 11月3日、7都市公演） - ゲルマン
- 剣豪将軍義輝〜戦国に輝く清爽の星〜（2016年12月8日 - 14日、EX THEATER ROPPONGI） - 熊鷹
- 剣豪将軍義輝〜星を継ぎし者たちへ〜（2017年6月8日 - 18日、EX THEATER ROPPONGI） - 熊鷹
- 『天国の脚本家 冴嶋コーキ』～袖振り合うも多生の宴～（2017年10月18日 - 22日、博品館劇場） - 慶太郎
- 桃山ビート・トライブ（2017年11月23日 - 12月3日、EX THEATER ROPPONGI） - 林又一郎
- タクフェス 春のコメディ祭り「笑う巨塔」（2018年3月29日 - 4月30日、5都市公演） - 車田邦明
- 辻本茂雄×宅間孝行「つじたく」（2018年6月、3都市公演） - ゲスト出演
- 男子はつらくないよ？（2018年7月29日 - 8月4日、三越劇場） - 北高由
- 『銀牙 -流れ星 銀-』〜絆編〜（2019年7月6日 - 15日/7月20日・21日） - 黒邪鬼[24]
- 男子はつらくないよ？？（2019年 8月７日、有楽町よみうりホール） - ゲスト出演
- 『銀牙 -流れ星 銀-』～牙城決戦編～（2020年10月22日 - 11月1日、天王洲 銀河劇場） - 紅桜[25]
- ミュージカル「テニスの王子様」4thシーズン～青学VS不動峰～（2021年7月9日 - 8月29日、TDCホール他）- 井上守
- 政見放送（2022年2月17日 - 20日、伝承ホール） - 新田優
- ミュージカル「テニスの王子様」4thシーズン～青学VS聖ルドルフ・山吹～（2022年7月5日 - 8月28日、日本青年館ホール他） - 井上守
- ミュージカル「テニスの王子様」4thシーズン～青学VS氷帝～（2023年1月7日 - 3月5日、TACHIKAWA STAGE GARDEN他） - 井上守
- 神戸セーラーボーイズ 定期公演vol.2 舞台『銀牙 -流れ星 銀-』（2024年8月2日 - 11日、AiiA 2.5 Theater Kobe） - 竹田五兵衛/語り

### TV
- イケメンデルの法則（2009年11月12日）
- 実話!デキマックス（2010年4月）
- サラリーマンNEO 〜Season6〜（2011年6月7日）
- 戦国鍋TV 〜なんとなく歴史が学べる映像〜（2011年）
- ゲイジツ野郎（2012年）
- 番組バカリズム（2013年7月14日）
- ラストキス〜最後にキスするデート（2015年11月18日）
- ラストキス〜最後にキスするデート（2016年）スタジオゲスト
- 龍虎の理（2021年5月28日、日本映画専門チャンネル）

### Vシネマ
- ドロップ（2008年） - 池田
- 『喧嘩の極意』シリーズ（IIIまで出演）（2008年・2009年） - 本川隆
- 野望への挑戦 第二章（2009年） -  加山太一
- 新・鯨道 〜侠魂〜（2009年） - 田所清
- 麻雀飛龍伝説 天牌 -TENPAI- 元禄戦牌決戦史（2010年） - 伊藤芳一
- ヒロミ君!全国総番長への道（2010年） - 矢島
- 暗黒の戦い（2014年） - 主演・吉岡悠也（元半グレ）
- 関東極道連合会（2015年） - 井口喬次
  - 関東極道連合会1,2（2015年） - 龍成会組員（→国士会小杉井一家預かり）
  - 関東極道連合会3（2015年） - 双頭会系組長
  - 関東極道連合会4（2015年） - モトヨシ会系
- 日本やくざ抗争史 広島抗争（2015年） - 春日井時男（田山仁の義弟）
- 日本やくざ抗争史 殺しの軍団（2015年） - 佐野
- 『日本統一』シリーズ（12話より出演）（2015年 - ） - 侠和会 坂口丈治
- 『裏社会の男たち』シリーズ（2015年） - 原田
- 新宿黒社会 新宿やくざVSチャイニーズマフィア（2016年） - 黄川希（コブラ）
- 欲望の代償（2016年） - 関東侠仁会戸越組新田組組員
- 欲望の代償2（2016年） - 三代目関東侠仁会四代目オカジマ会会長戸越虎次の護衛（→オカジマ会若頭補佐）
- 仁義のはらわた（2016年）全2作 - ノボル（前田博の弟分）
- 強者(ツワモノ)1・2・3（2016年） - 黒金組組員 大塚春吉
- 若頭暗殺史 修羅の男たち（2016年,2017年）全2作） - 主演・山東連合会若宮組組員 照井達利
- 任侠哀歌(エレジー)（2017年） - 安藤辰也
- 狂犬と呼ばれた男たち 大阪ヤクザ戦争（2017年） - 倭心会組員 浅田
- 頂点(てっぺん)（2017年）全3作 - 神田組組員 鉄太
- 制覇13・14（2017年） - 大阪 天満組組員 三上俊治
- 外道憤砕（2018年） - 龍文字一家組員 イハラ
- 大激突 果てなき抗争（2018年） - 黒川組藤岡総業組員 水上益夫
- CONFLICT 〜最大の抗争〜 第三章・第四章（2018年） - 若き日の鷲尾一馬
- 日本抗争烈島 三極志（2019年） - 清武組組員
- 日本極道戦争1・2（2019年） - 三代目神征会相馬組組員 加藤省吾
- 歌舞伎町黒社会1・2（2019年） - 主演・冴木司（元ホスト）
- 日本統一外伝 山崎一門1-（2020年 - ） - 三代目侠和会四代目山崎組組長 坂口丈治
- 日本統一外伝 田村悠人（2021年） - 三代目侠和会四代目山崎組組長 坂口丈治
- CONNECT 覇者への道1-（2024年- ） - 主演・宗像組組員 相馬邦人（元・財務官僚）
- 日本統一外伝 山崎組 ジョウジと愉快な仲間たち（2024年） - 主演・三代目侠和会四代目山崎組組長 坂口丈治

### ウェブドラマ
- TOKYOドラゴン飯店 負けるな！！琉球占い師リオちゃん！（2020年8月31日、Amazonプライムビデオ、FODほか、ライツキューブ製作） - 坂口丈治
- 今際の国のアリス（2020年、Netflix） - ケン
- 仮面ライダーセイバー×ゴースト（2021年5月23日、東映特撮ファンクラブ） - ロべス / ガンマスペリオル[26]
- ぐでたま 〜母をたずねてどんくらい〜 第3話（2022年、Netflix） - ぐでSP
- 夢で見たあの子のために第2話（2023年、Lemino）- 富樫
- 秘密を持った少年たち-Love In The Night-（2023年、Hulu）
- 北斗探偵事務所（2024年、Tiktok）- 主演・北斗コウジ
- CONNECT 覇者への道（2025年、U-NEXT） - 主演・宗像組組員 相馬邦人[27]

### CM・広告
- NIKE「NIKE PRO スポーツインナー」（2009年）
- 江崎グリコ「ポッキー」（2009年)
- エスエス製薬「エスタックイブFT」（2014年） - オレンジマン
- 新生ホームサービス「ビフォー・アフター篇」（2015年 - 2016年）
- X.D. Global「侍魂オンライン-朧月伝-」（2019年） - 覇王丸[28]

### ファッションショー
- ASEANファッションショー（2008年）

### 写真集
- 緑魂（2010年、ウエストパワー）
- ボーイズヘブン（2010年、ワニブックス）

### 雑誌
「週刊ファミ通」「週刊少年ジャンプ」「ジャンプSQ」「LOOK at STAR!」「CAST☆PRIX」「関西版TVガイド」「VISUAL BOY BRUSH」「an・an」など

### ゲーム
- 龍が如く7外伝 名を消した男（2023年11月9日発売、SEGA）

### イベント
- 磯貝龍虎VS北代高士 白熱トークバトル（2009年6月6日・7日）
- 北代高士&清水良太郎 絆（キズナ）トークライブ（2009年7月19日）
- 北代高士・磯貝龍虎・大山真志 ファン感謝全国イベントツアー〜グリーン軍全国制覇〜（2009年10月11日 - 11月15日）
- 北代高士・磯貝龍虎・西山丈也 WP X'masトークライブ（2009年12月23日）
- 北代高士・磯貝龍虎・西山丈也 新春企画 MEN+坊主 結成トークライブ（2010年1月24日）
- 新宿福家書店「ボーイズヘブン」発売記念握手会（2010年4月3日）
- ミュージカル・テニスの王子様 Dream Live 7th（2012年5月、横浜アリーナ/神戸ワールド記念ホール） - ゲスト出演
- 「戦国鍋TVまさかの1周年記念調子に乗ってCDまで出しちゃいますライブ」（2011年5月、関内ホール）
- 北代高士・磯貝龍虎・大山真志 ファン感謝イベント「帰ってきたグリーン軍」（2012年2月）
- 北代高士・磯貝龍虎 七夕トークショー「断髪式」（2012年7月）
- 『戦国鍋TVライブツアー 〜武士ロックフェスティバル2013〜』（2013年1月、Zepp Tokyo/Zepp Namba）
- 埼玉西武ライオンズ×日曜劇場『ルーズヴェルト・ゲーム』始球式（2014年5月24日、西武ドーム）
- 日本ローカルヒーロー祭2015（2015年11月21日・22日）
- 撃弾ハンサム ゲスト出演
- テニミュ秋の合同大運動会2023（2023年11月14日・15日、有明アリーナ）
- ミュージカル『テニスの王子様』4thシーズン Dream Live 2024（2024年5月-6月、神戸ワールド記念ホール/有明アリーナ）

## CD
山崎一門
- シングルCD「男の貧乏くじ」（2022年9月21日、キングレコード）秋元康プロデュース[29]、CD+DVDタイプのみリリース
  - 作詞：秋元康[30] 作曲：中谷信行 編曲：野中“まさ”雄一
  - 『劇場版 山崎一門〜日本統一〜』主題歌
  - 2023年9月13日現在、MVがYoutubeで再生20万回越。

- シングルCD「KOBUSHI」（2023年5月24日、キングレコード）CD+DVDタイプのみリリース
  - 作詞：秋元康 作曲：つげ由秀 編曲：野中“まさ”雄一
  - 『連続ドラマ「日本統一 関東編」』（日本テレビ）エンディングテーマ
  - トラック2は坂口丈治バージョン。
  - 2023年9月13日現在、MVがYoutubeで再生13万回越。